# Línia defensiva de València de la Guerra Civil espanyola
La Línia defensiva de València de la Guerra Civil espanyola és un conjunt de construccions militars pendents de protecció, construïdes per les tropes republicanes que constituïen tres grans sistemes defensius per a la defensa de València davant de l'avanç de les tropes del general Franco.
La línia XYZ tenia el seu inici a la costa i tallava la carretera N-340 entre Almenara i la Llosa, continuava per la serra d'Espadà, tallant la carretera N-234 per Viver i Xèrica, prosseguint pel sud de Begís fins a trobar-se amb la serra de Javalambre en direcció a Arcos de las Salinas i a Santa Cruz de Moya.
Línia Immediata a València, Línia Puig- Els Cara-sols, començava al municipi costaner del Puig, s'endinsa cap a Rafelbunyol i Montcada, el Cabeç Bord, creuava el barranc del carraixet a Bétera, seguint per la Jonquera fins al quilòmetre 11 de la carretera de Llíria, entrant al bosc de la Vallesa fins al riu Túria i la carretera de Manises, les Rodanes en Vilamarxant fins als Alts dels Cara-sols a Riba-roja de Túria, era el darrer bastió destinat a la defensa de València.

## Descripció
Las línia defensiva estava formada per multitud de trinxeres, búnquers, nius de metralladores, refugis, magatzem, galeries per a tiradors, llocs de comandament, seients a cel obert, parapets per a bateries artilleres, etc.